# J2 League

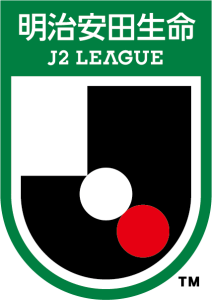
formeel logo

De J2 League (Jリーグ ディビジョン2, J rīgu deibijon 2) , ook J2 genoemd, is de op een na hoogste voetbalcompetitie in Japan. De divisie is opgericht in 1999 en in 2020 streden er 22 ploegen.

## Geschiedenis
In 1999 wordt de J-League 2 opgericht met Montedio Yamagata, Vegalta Sendai, Omiya Ardija, Kawasaki Frontale, Ventforet Kofu, Sagan Tosu, FC Tokyo, Albirex Niigata en Oita Trinita om zo ook clubs met weinig financiële middelen een kans op een profbestaan te geven. De J1 moet worden ingekrompen naar 16 clubs en door de fusie van Yokohama Marinos en Yokohama Flügels in Yokohama F. Marinos worden er play-off wedstrijden georganiseerd om één degradant te bepalen. Kawasaki Frontale krijgt als kampioen van de Japan Football League de mogelijkheid om in één wedstrijd tegen het slechtste team van de J1 promotie te bewerkstelligen, maar verliest met 3-2 van Avispa Fukuoka en zal moeten uitkomen in de J2 in 1999. Consadole Sapporo is vervolgens na een serie van wedstrijden met andere teams uiteindelijk eveneens de mindere van Avispa Fukuoka en wordt zo een divisie lager gezet. Zo ontstaat er een nieuwe divisie van 10 teams en wordt er een promotie-/degradatieregeling opgezet voor de J-League en J2.
In de jaren daarop komen er steeds meer clubs bij. Achtereenvolgens krijgen Mito HollyHock (2000), Yokohama FC (2001), Thespa Kusatsu en Tokushima Vortis (2005) en Ehime FC (2006) een plaats in de profdivisie. In 2007 krijgen tevens FC Gifu en Roasso Kumamoto de J-League 2 status nadat ze aan de voorwaarden voor promotie vanuit de JFL naar de tweede Japanse divisie hebben voldaan.

## Opzet competitie
De teams spelen allemaal 2 thuis- en 2 uitwedstrijden tegen alle teams. Aan het einde van het seizoen promoveren de nummers 1 en 2 direct. De nummers 3 tot en met 6 spelen onderling tegen elkaar en de winnaar hiervan speelt een promotie/degradatie-duel tegen de nummer zestien van de J1 League, sinds 2018.
Tot en met 2013 zat de J2 boven de Japan Football League (JFL). Teams uit de JFL, mits bij de eerste vier geëindigd, konden een aanvraag doen voor toelating tot de J2. In 2014 werd de J3 League het nieuwe derde niveau.

## Promotie naar J-League
| Jaar | Kampioen            | Nummer 2            | 3e plaats           | Play-off winnaar       |
| ---- | ------------------- | ------------------- | ------------------- | ---------------------- |
| 1999 | Kawasaki Frontale   | FC Tokyo            |                     |                        |
| 2000 | Consadole Sapporo   | Urawa Red Diamonds  |                     |                        |
| 2001 | Kyoto Purple Sanga  | Vegalta Sendai      |                     |                        |
| 2002 | Oita Trinita        | Cerezo Osaka        |                     |                        |
| 2003 | Albirex Niigata     | Sanfrecce Hiroshima |                     |                        |
| 2004 | Kawasaki Frontale   | Omiya Ardija        | Avispa Fukuoka      |                        |
| 2005 | Kyoto Purple Sanga  | Avispa Fukuoka      | Ventforet Kofu      |                        |
| 2006 | Yokohama FC         | Kashiwa Reysol      | Vissel Kobe         |                        |
| 2007 | Consadole Sapporo   | Tokyo Verdy 1969    | Kyoto Sanga FC      |                        |
| 2008 | Sanfrecce Hiroshima | Montedio Yamagata   | Vegalta Sendai      |                        |
| 2009 | Vegalta Sendai      | Cerezo Osaka        | Shonan Bellmare     |                        |
| 2010 | Kashiwa Reysol      | Ventforet Kofu      | Avispa Fukuoka      |                        |
| 2011 | FC Tokyo            | Sagan Tosu          | Consadole Sapporo   |                        |
| 2012 | Ventforet Kofu      | Shonan Bellmare     | Kyoto Sanga FC      | Oita Trinita (6e)      |
| 2013 | Gamba Osaka         | Vissel Kobe         | Kyoto Sanga FC      | Tokushima Vortis (4e)  |
| 2014 | Shonan Bellmare     | Matsumoto Yamaga    | JEF United Chiba    | Montedio Yamagata (6e) |
| 2015 | Omiya Ardija        | Júbilo Iwata        | Avispa Fukuoka (3e) | Avispa Fukuoka (3e)    |
| 2016 | Consadole Sapporo   | Shimizu S-Pulse     | Matsumoto Yamaga    | Cerezo Osaka (4e)      |
| 2017 | Shonan Bellmare     | V-Varen Nagasaki    | Nagoya Grampus (3e) | Nagoya Grampus (3e)    |

## Promotie-/degradatiewedstrijden naar J-League
| Jaar | Nummer 3 J2    | Nummer 16 J1        | Score    |
| ---- | -------------- | ------------------- | -------- |
| 2004 | Avispa Fukuoka | Kashiwa Reysol      | 0-2, 0-2 |
| 2005 | Ventforet Kofu | Kashiwa Reysol      | 2-1, 6-2 |
| 2006 | Vissel Kobe    | Avispa Fukuoka      | 0-0, 1-1 |
| 2007 | Kyoto Sanga FC | Sanfrecce Hiroshima | 2-1, 0-0 |
| 2008 | Vegalta Sendai | Júbilo Iwata        | 1-1, 1-2 |